# Бекетт (Нью-Джерсі)
Бекетт (англ. Beckett) — переписна місцевість (CDP) в США, в окрузі Глостер штату Нью-Джерсі. Населення — 4834 особи (2020).

## Географія
Бекетт розташований за координатами 39°45′0″ пн. ш. 75°21′53″ зх. д. / 39.75000° пн. ш. 75.36472° зх. д. (39.750105, -75.364820).  За даними Бюро перепису населення США в 2010 році переписна місцевість мала площу 4,83 км², з яких 4,52 км² — суходіл та 0,32 км² — водойми.

## Демографія
Згідно з переписом 2010 року, у переписній місцевості мешкало 4847 осіб у 1633 домогосподарствах у складі 1323 родин. Густота населення становила 1003 особи/км².  Було 1662 помешкання (344/км²).
Расовий склад населення:
| - 78,8 % — білих - 14,9 % — чорних або афроамериканців - 2,6 % — азіатів - 0,2 % — корінних американців - 1,2 % — осіб інших рас |

До двох чи більше рас належало 2,4 %. Частка іспаномовних становила 4,1 % від усіх жителів.
За віковим діапазоном населення розподілялося таким чином: 28,6 % — особи молодші 18 років, 66,3 % — особи у віці 18—64 років, 5,1 % — особи у віці 65 років та старші. Медіана віку мешканця становила 35,5 року. На 100 осіб жіночої статі у переписній місцевості припадало 94,2 чоловіків;  на 100 жінок у віці від 18 років та старших — 88,8 чоловіків також старших 18 років.
Середній дохід на одне домашнє господарство  становив 113 935 доларів США (медіана — 100 875), а середній дохід на одну сім'ю — 127 472 долари (медіана — 109 241). Медіана доходів становила 75 385 доларів для чоловіків та 55 542 долари для жінок. За межею бідності перебувало 3,4 % осіб, у тому числі 2,2 % дітей у віці до 18 років та 8,6 % осіб у віці 65 років та старших.
Цивільне працевлаштоване населення становило 2683 особи. Основні галузі зайнятості: освіта, охорона здоров'я та соціальна допомога — 23,4 %, виробництво — 14,9 %, роздрібна торгівля — 12,9 %.